# Сарису (Сариагаський район)
Сарису́ (каз. Сарысу) — село у складі Сариагаського району Туркестанської області Казахстану. Входить до складу Дарбазинського сільського округу.
Населення — 356 осіб (2021; 427 у 2009, 510 у 1999, 401 у 1989).